# Volta a Castella i Lleó 2017
La Volta a Castella i Lleó 2017, 32a edició de la Volta a Castella i Lleó, es disputà entre el 19 i el 21 de maig de 2017, sobre un total de 479,9 km, repartits entre tres etapes. La cursa formà part del calendari de l'UCI Europa Tour 2017, amb una categoria 2.1.
El vencedor final fou el francès Jonathan Hivert (Direct Énergie), vencedor d'una etapa i de la classificació per punts, que s'imposà a Jaime Rosón (Caja Rural-Seguros RGA) i a Henrique Casimiro (Efapel).
En les altres classificacions secundàries João Rodrigues (W52-FC Porto) guanyà la classificació de la muntanya, Daniel Mestre (Efapel) les metes volants i l'Androni Giocattoli la classificació per equips.

## Equips
Divuit equips van prendre part en aquesta edició de la Volta a Castella i Lleó: 1 World Tour, quatre equips continentals professionals i tretze equips continentals.
| WorldTeam- Movistar Team Equips continentals professionals (4)- Androni Giocattoli - Caja Rural-Seguros RGA - Direct Énergie - Israel Cycling Academy Equips continentals (13)- Bicicletas Strongman - Bolivia - Burgos-BH - Efapel - Euskadi Basque Country-Murias - Kuwait-Cartucho.es - LA Alumínios-Metalusa-BlackJack - Lokosphinx - Medellín-Inder - RP-Boavista - Sapura - Sporting-Tavira - W52-FC Porto |
| |

## Etapes
| Etapa    | Data       | Ciutats d'etapa                           | type                    | Distància (km) | Vencedor de l'etapa   | Líder de la general   |
| -------- | ---------- | ----------------------------------------- | ----------------------- | -------------- | --------------------- | --------------------- |
| 1a etapa | 19 de maig | Aguilar de Campoo – Santibáñez de la Peña | etapa plana             | 168            | Aleksandr Ievtuixenko | Aleksandr Ievtuixenko |
| 2a etapa | 20 de maig | Velilla del Río Carrión – La Camperona    | etapa de mitja muntanya | 166,4          | Jonathan Hivert       | Jonathan Hivert       |
| 3a etapa | 21 de maig | Ponferrada – Lleó                         | etapa plana             | 145,5          | Carlos Barbero Cuesta | Jonathan Hivert       |

### Etapa 1
| \| Classificació de l'etapa \| Classificació de l'etapa \| Classificació de l'etapa \| Classificació de l'etapa \| Classificació de l'etapa \| \| Corredor \| Corredor \| Equip \| Temps \| \| \| ------------------------ \| ---------------------------- \| ----------------------------- \| ------------------------ \| ------------------------ \| \| 1r \| Aleksandr Ievtuixenko \| Lokosphinx \| 3h 58' 35" \| \| \| 2n \| Daniel Mestre \| Efapel \| + 7" \| \| \| 3r \| Rafael Reis \| Caja Rural-Seguros RGA \| + 7" \| \| \| 4t \| Jonathan Hivert \| Direct Énergie \| + 7" \| \| \| 5è \| Dayer Quintana Rojas \| Movistar Team \| + 7" \| \| \| 6è \| Óscar Rodríguez Garaicoechea \| Euskadi Basque Country-Murias \| + 7" \| \| \| 7è \| Daniel Rozo \| Bicicletas Strongman \| + 7" \| \| \| 8è \| João Rodrigues \| W52-FC Porto \| + 7" \| \| \| 9è \| Mattia Cattaneo \| Androni-Sidermec-Bottecchia \| + 7" \| \| \| 10è \| Nicolás Paredes Avellaneda \| Medellín-Inder \| + 7" \| \| |                              |                               |            |
| |                              |                               |            |
| Font: ProCyclingStats |                              |                               |            |
| Classificació de l'etapa |                              |                               |            |
| Corredor | Corredor                     | Equip                         | Temps      |
| 1r | Aleksandr Ievtuixenko        | Lokosphinx                    | 3h 58' 35" |
| 2n | Daniel Mestre                | Efapel                        | + 7"       |
| 3r | Rafael Reis                  | Caja Rural-Seguros RGA        | + 7"       |
| 4t | Jonathan Hivert              | Direct Énergie                | + 7"       |
| 5è | Dayer Quintana Rojas         | Movistar Team                 | + 7"       |
| 6è | Óscar Rodríguez Garaicoechea | Euskadi Basque Country-Murias | + 7"       |
| 7è | Daniel Rozo                  | Bicicletas Strongman          | + 7"       |
| 8è | João Rodrigues               | W52-FC Porto                  | + 7"       |
| 9è | Mattia Cattaneo              | Androni-Sidermec-Bottecchia   | + 7"       |
| 10è | Nicolás Paredes Avellaneda   | Medellín-Inder                | + 7"       |

| \| Classificació general \| Classificació general \| Classificació general \| Classificació general \| Classificació general \| \| Corredor \| Corredor \| Equip \| Temps \| \| \| --------------------- \| ---------------------------- \| ----------------------------- \| --------------------- \| --------------------- \| \| 1r \| Aleksandr Ievtuixenko \| Lokosphinx \| 3h 58' 24" \| \| \| 2n \| Daniel Mestre \| Efapel \| + 9" \| \| \| 3r \| Rafael Reis \| Caja Rural-Seguros RGA \| + 14" \| \| \| 4t \| Jonathan Hivert \| Direct Énergie \| + 15" \| \| \| 5è \| Dayer Quintana Rojas \| Movistar Team \| + 16" \| \| \| 6è \| João Rodrigues \| W52-FC Porto \| + 16" \| \| \| 7è \| Mattia Cattaneo \| Androni-Sidermec-Bottecchia \| + 17" \| \| \| 8è \| Óscar Rodríguez Garaicoechea \| Euskadi Basque Country-Murias \| + 18" \| \| \| 9è \| Daniel Rozo \| Bicicletas Strongman \| + 18" \| \| \| 10è \| Nicolás Paredes Avellaneda \| Medellín-Inder \| + 18" \| \| |                              |                               |            |
| |                              |                               |            |
| Font: ProCyclingStats |                              |                               |            |
| Classificació general |                              |                               |            |
| Corredor | Corredor                     | Equip                         | Temps      |
| 1r | Aleksandr Ievtuixenko        | Lokosphinx                    | 3h 58' 24" |
| 2n | Daniel Mestre                | Efapel                        | + 9"       |
| 3r | Rafael Reis                  | Caja Rural-Seguros RGA        | + 14"      |
| 4t | Jonathan Hivert              | Direct Énergie                | + 15"      |
| 5è | Dayer Quintana Rojas         | Movistar Team                 | + 16"      |
| 6è | João Rodrigues               | W52-FC Porto                  | + 16"      |
| 7è | Mattia Cattaneo              | Androni-Sidermec-Bottecchia   | + 17"      |
| 8è | Óscar Rodríguez Garaicoechea | Euskadi Basque Country-Murias | + 18"      |
| 9è | Daniel Rozo                  | Bicicletas Strongman          | + 18"      |
| 10è | Nicolás Paredes Avellaneda   | Medellín-Inder                | + 18"      |

### Etapa 2
| \| Classificació de l'etapa \| Classificació de l'etapa \| Classificació de l'etapa \| Classificació de l'etapa \| Classificació de l'etapa \| \| Corredor \| Corredor \| Equip \| Temps \| \| \| ------------------------ \| -------------------------- \| --------------------------- \| ------------------------ \| ------------------------ \| \| 1r \| Jonathan Hivert \| Direct Énergie \| 4h 12' 43" \| \| \| 2n \| Jaime Rosón García \| Caja Rural-Seguros RGA \| + 16" \| \| \| 3r \| Henrique Casimiro \| Efapel \| + 31" \| \| \| 4t \| Richard Carapaz Montenegro \| Movistar Team \| + 36" \| \| \| 5è \| Frederico Figueiredo \| Sporting-Tavira \| + 40" \| \| \| 6è \| Óscar Sevilla Rivera \| Medellín-Inder \| + 43" \| \| \| 7è \| António Carvalho \| W52-FC Porto \| + 46" \| \| \| 8è \| Joaquim Silva \| W52-FC Porto \| + 51" \| \| \| 9è \| Rodolfo Torres Agudelo \| Androni-Sidermec-Bottecchia \| + 1' 02" \| \| \| 10è \| Alessio Taliani \| Androni-Sidermec-Bottecchia \| + 1' 02" \| \| |                            |                             |            |
| |                            |                             |            |
| Font: ProCyclingStats |                            |                             |            |
| Classificació de l'etapa |                            |                             |            |
| Corredor | Corredor                   | Equip                       | Temps      |
| 1r | Jonathan Hivert            | Direct Énergie              | 4h 12' 43" |
| 2n | Jaime Rosón García         | Caja Rural-Seguros RGA      | + 16"      |
| 3r | Henrique Casimiro          | Efapel                      | + 31"      |
| 4t | Richard Carapaz Montenegro | Movistar Team               | + 36"      |
| 5è | Frederico Figueiredo       | Sporting-Tavira             | + 40"      |
| 6è | Óscar Sevilla Rivera       | Medellín-Inder              | + 43"      |
| 7è | António Carvalho           | W52-FC Porto                | + 46"      |
| 8è | Joaquim Silva              | W52-FC Porto                | + 51"      |
| 9è | Rodolfo Torres Agudelo     | Androni-Sidermec-Bottecchia | + 1' 02"   |
| 10è | Alessio Taliani            | Androni-Sidermec-Bottecchia | + 1' 02"   |

| \| Classificació general \| Classificació general \| Classificació general \| Classificació general \| Classificació general \| \| Corredor \| Corredor \| Equip \| Temps \| \| \| --------------------- \| -------------------------- \| --------------------------- \| --------------------- \| --------------------- \| \| 1r \| Jonathan Hivert \| Direct Énergie \| 8h 11' 12" \| \| \| 2n \| Jaime Rosón García \| Caja Rural-Seguros RGA \| + 38" \| \| \| 3r \| Henrique Casimiro \| Efapel \| + 55" \| \| \| 4t \| Richard Carapaz Montenegro \| Movistar Team \| + 1' 04" \| \| \| 5è \| Frederico Figueiredo \| Sporting-Tavira \| + 1' 08" \| \| \| 6è \| Óscar Sevilla Rivera \| Medellín-Inder \| + 1' 11" \| \| \| 7è \| António Carvalho \| W52-FC Porto \| + 1' 14" \| \| \| 8è \| Joaquim Silva \| W52-FC Porto \| + 1' 19" \| \| \| 9è \| Rodolfo Torres Agudelo \| Androni-Sidermec-Bottecchia \| + 1' 30" \| \| \| 10è \| Alessio Taliani \| Androni-Sidermec-Bottecchia \| + 1' 30" \| \| |                            |                             |            |
| |                            |                             |            |
| Font: ProCyclingStats |                            |                             |            |
| Classificació general |                            |                             |            |
| Corredor | Corredor                   | Equip                       | Temps      |
| 1r | Jonathan Hivert            | Direct Énergie              | 8h 11' 12" |
| 2n | Jaime Rosón García         | Caja Rural-Seguros RGA      | + 38"      |
| 3r | Henrique Casimiro          | Efapel                      | + 55"      |
| 4t | Richard Carapaz Montenegro | Movistar Team               | + 1' 04"   |
| 5è | Frederico Figueiredo       | Sporting-Tavira             | + 1' 08"   |
| 6è | Óscar Sevilla Rivera       | Medellín-Inder              | + 1' 11"   |
| 7è | António Carvalho           | W52-FC Porto                | + 1' 14"   |
| 8è | Joaquim Silva              | W52-FC Porto                | + 1' 19"   |
| 9è | Rodolfo Torres Agudelo     | Androni-Sidermec-Bottecchia | + 1' 30"   |
| 10è | Alessio Taliani            | Androni-Sidermec-Bottecchia | + 1' 30"   |

### Etapa 3
| \| Classificació de l'etapa \| Classificació de l'etapa \| Classificació de l'etapa \| Classificació de l'etapa \| Classificació de l'etapa \| \| Corredor \| Corredor \| Equip \| Temps \| \| \| ------------------------ \| ------------------------ \| ----------------------------- \| ------------------------ \| ------------------------ \| \| 1r \| Carlos Barbero Cuesta \| Movistar Team \| 3h 37' 16" \| \| \| 2n \| Mihkel Räim \| Israel Cycling Academy \| + 0" \| \| \| 3r \| Serguei Xílov \| Lokosphinx \| + 0" \| \| \| 4t \| Eduard Prades i Reverter \| Caja Rural-Seguros RGA \| + 0" \| \| \| 5è \| Tony Hurel \| Direct Énergie \| + 0" \| \| \| 6è \| Daniel Freitas \| W52-FC Porto \| + 0" \| \| \| 7è \| Andrea Vendrame \| Androni-Sidermec-Bottecchia \| + 0" \| \| \| 8è \| Lilian Calmejane \| Direct Énergie \| + 0" \| \| \| 9è \| Adrián González Velasco \| Euskadi Basque Country-Murias \| + 0" \| \| \| 10è \| Marvin Angarita Reyes \| Bolivia \| + 0" \| \| |                          |                               |            |
| |                          |                               |            |
| Font: ProCyclingStats |                          |                               |            |
| Classificació de l'etapa |                          |                               |            |
| Corredor | Corredor                 | Equip                         | Temps      |
| 1r | Carlos Barbero Cuesta    | Movistar Team                 | 3h 37' 16" |
| 2n | Mihkel Räim              | Israel Cycling Academy        | + 0"       |
| 3r | Serguei Xílov            | Lokosphinx                    | + 0"       |
| 4t | Eduard Prades i Reverter | Caja Rural-Seguros RGA        | + 0"       |
| 5è | Tony Hurel               | Direct Énergie                | + 0"       |
| 6è | Daniel Freitas           | W52-FC Porto                  | + 0"       |
| 7è | Andrea Vendrame          | Androni-Sidermec-Bottecchia   | + 0"       |
| 8è | Lilian Calmejane         | Direct Énergie                | + 0"       |
| 9è | Adrián González Velasco  | Euskadi Basque Country-Murias | + 0"       |
| 10è | Marvin Angarita Reyes    | Bolivia                       | + 0"       |

## Classificació final
| \| Classificació general \| Classificació general \| Classificació general \| Classificació general \| Classificació general \| \| Corredor \| Corredor \| Equip \| Temps \| \| \| --------------------- \| -------------------------- \| --------------------------- \| --------------------- \| --------------------- \| \| 1r \| Jonathan Hivert \| Direct Énergie \| 11h 48' 28" \| \| \| 2n \| Henrique Casimiro \| Efapel \| + 55" \| \| \| 3r \| Richard Carapaz Montenegro \| Movistar Team \| + 1' 04" \| \| \| 5è \| Frederico Figueiredo \| Sporting-Tavira \| + 1' 08" \| \| \| 6è \| Óscar Sevilla Rivera \| Medellín-Inder \| + 1' 09" \| \| \| 7è \| António Carvalho \| W52-FC Porto \| + 1' 14" \| \| \| 8è \| Joaquim Silva \| W52-FC Porto \| + 1' 19" \| \| \| 9è \| Jesús del Pino Corrochano \| Efapel \| + 1' 28" \| \| \| 10è \| Rodolfo Torres Agudelo \| Androni-Sidermec-Bottecchia \| + 1' 30" \| \| |                            |                             |             |
| |                            |                             |             |
| Font: ProCyclingStats |                            |                             |             |
| Classificació general |                            |                             |             |
| Corredor | Corredor                   | Equip                       | Temps       |
| 1r | Jonathan Hivert            | Direct Énergie              | 11h 48' 28" |
| 2n | Henrique Casimiro          | Efapel                      | + 55"       |
| 3r | Richard Carapaz Montenegro | Movistar Team               | + 1' 04"    |
| 5è | Frederico Figueiredo       | Sporting-Tavira             | + 1' 08"    |
| 6è | Óscar Sevilla Rivera       | Medellín-Inder              | + 1' 09"    |
| 7è | António Carvalho           | W52-FC Porto                | + 1' 14"    |
| 8è | Joaquim Silva              | W52-FC Porto                | + 1' 19"    |
| 9è | Jesús del Pino Corrochano  | Efapel                      | + 1' 28"    |
| 10è | Rodolfo Torres Agudelo     | Androni-Sidermec-Bottecchia | + 1' 30"    |